# میچل مئچ
میچل مئچ (اسپانیایی: Michel Mehech‎; ۳۱ مهٔ ۱۹۱۴ – ۳ ژوئیهٔ ۲۰۰۸) بازیکن بسکتبال اهل شیلی بود. وی در بازی‌های المپیک تابستانی ۱۹۳۶ شرکت کرده‌است.